# سلطعونات الناسك
سلطعونات الناسك أو باغوريات (الاسم العلمي Paguridae)، فصيلة حيوانات بحرية من القشريات عشاريات الأرجل طوال الذيل الحرسميات. تضم 542 نوًعا ضمن أكثر من 70 جنسًا. منتشرة في معظم بحار العالم باستثناء القطبية.